# Jacques Lelievre
Jacques Lelièvre, noto anche con lo pseudonimo di Jac L. (Savenay, 21 giugno 1950), è un fumettista e sceneggiatore francese.

## Biografia
Jacques Lelievre ha iniziato a disegnare per i giornali nel 1969. Nel 1978, il suo personaggio, Balthazar le mille-pattes, è stato trasmesso come cartone animato su France 3 (prodotto da Albert Champeaux, animato da Raymond Petit). Seguono altre serie per TF1.
Tra il 1972 e il 1979 a lavorato anche per la rivista per ragazzi Formula 1 e su Pif Gadget rivista di Éditions Vaillant tra il 1973 e il 1993.
Nel 1985 ha scritto fumetti per Romano Scarpa, Giorgio Cavazzano e Curd Ridel. Nel 1999 è diventato caporedattore del Journal de Mickey. È stato sostituito da Éric Pavon nel 2001.

## Opere
- Akim Color, Avventure e viaggi, raccolta di diari Mon

L'Entreprise héroïque, sceneggiatura di Jac L. e Roberto Renzi, disegni di Jac L. e Augusto Pedrazza, 1971
La Réunion des grands chefs, sceneggiatura d Jac L. e Roberto Renzi, disegni di Jac L. et Augusto Pedrazza, 1971
Dans la gueule du loup, sceneggiatura d Jac L., Roberto Renzi e Frank Pepper, disegni di Jac L., Geoff Campion e Augusto Pedrazza, 1971
L'Abdication de Bajan, sceneggiatura d Jac L., Roberto Renzi e Frank Pepper, disegni di Jac L., Geoff Campion e Augusto Pedrazza, 1971
La grande idole, sceneggiatura d Jac L., Roberto Renzi e Frank Pepper, disegni di Jac L., Geoff Campion e Augusto Pedrazza, 1973
Le dernier vol, sceneggiatura d Jac L., Roberto Renzi, Francisco Ibáñez e Frank Pepper, disegni di Jac L., Geoff Campion, Francisco Ibáñez e Augusto Pedrazza, 1973
Le Plan de Jim, sceneggiatura d Jac L., Roberto Renzi, Francisco Ibáñez e Frank Pepper, disegni di Jac L., Geoff Campion, Francisco Ibáñez e Augusto Pedrazza, 1973
Le Nid d'aigle, sceneggiatura d Jac L., Roberto Renzi, Francisco Ibáñez e Frank Pepper, disegni di Jac L., Geoff Campion, Francisco Ibáñez e Augusto Pedrazza, 1974
L'étrange passager de la fusée BZ-14, sceneggiatura di Jac L., Roberto Renzi e  Frank Pepper, disegni di Jac L., Geoff Campion e Augusto Pedrazza, 1974
- Akim, Aventures et Voyages, collezione Mon journal

Le Royaume qui n'existe pas, sceneggiatura di Tom Tully, Jac L. e Roberto Renzi, disegni di Jac L., Augusto Pedrazza e Mike Western, 1984
- Aventures à Eurodisney, sceneggiatura di Jacques Lelièvre, disegni di Romano Scarpa, Dargaud, collana Dargaud club, 1992[7].
- Brik, Aventures et Voyages, collezione Mon journal

Le Monstre de fer, sceneggiatura di Jac L. et Scott Goodall, disegni di Jac L., Guido Zamperoni e John Stokes, 1971
- Disney Club, sceneggiatura d Jacques Lelièvre, disegni di l'Atelier Philippe Harchy, Disney Hachette édition, collezione Walt Disney

Histoires de trésor, 1992 .
La Bande à Picsou - Le Lingot perdu, 1992
- Pif le chien, Messidor/La Farandole, collezionen Pif album

L'As des casses, sceneggiatura Jacques Lelièvre, disegni di Giorgio Cavazzano, 1987
- Radio Kids, sceneggiatura di Jacques Lelièvre, disegni di Curd Ridel, Éditions Cœur de Loup (volumi 1 e 2), poi Le Gang (volume 3).

1. Aventures en mégahertz, 1997[11]
2. Pas de larsen pour les kids, 1998[12]
3. Fréquence Récré, 2012[13]

- Tarzan, Sagédition

Volume 18, sceneggiatura collettiva, disegni di Jac L. e Joré, 1973
VolumeVolume 18, sceneggiatura collettiva, disegni di Jac L. e Joré, 1973 22, sceneggiatura collettiva, disegni di Jac L. et Bob Lubbers, 1974
Volume 23, sceneggiatura collettiva, disegni di Jac L. e Bob Lubbers, 1974
Super Trazan - 38. Le dernier des monstres, sceneggiatura collettiva, disegni di Jac L. e FJ Gonzalez, collezione Super Tarzan, 1982
Tarzan gigante - Collezione 12, sceneggiatura di Al Stoffel, disegni di Ralph Heimdahl, André Schwartz, Pérez, Tom Hill, Ed Dodd, Jac L. e Russ Manning, 1978